# Taras Chtej
Taras Jurjewytsch Chtej (russisch Тарас Юрьевич Хтей, englische Transkription: Taras Yurevich Khtey; * 22. Mai 1982 in Sokal-Sabuschje, Oblast Lwiw, Ukrainische SSR) ist ein russischer Volleyballspieler.

## Karriere

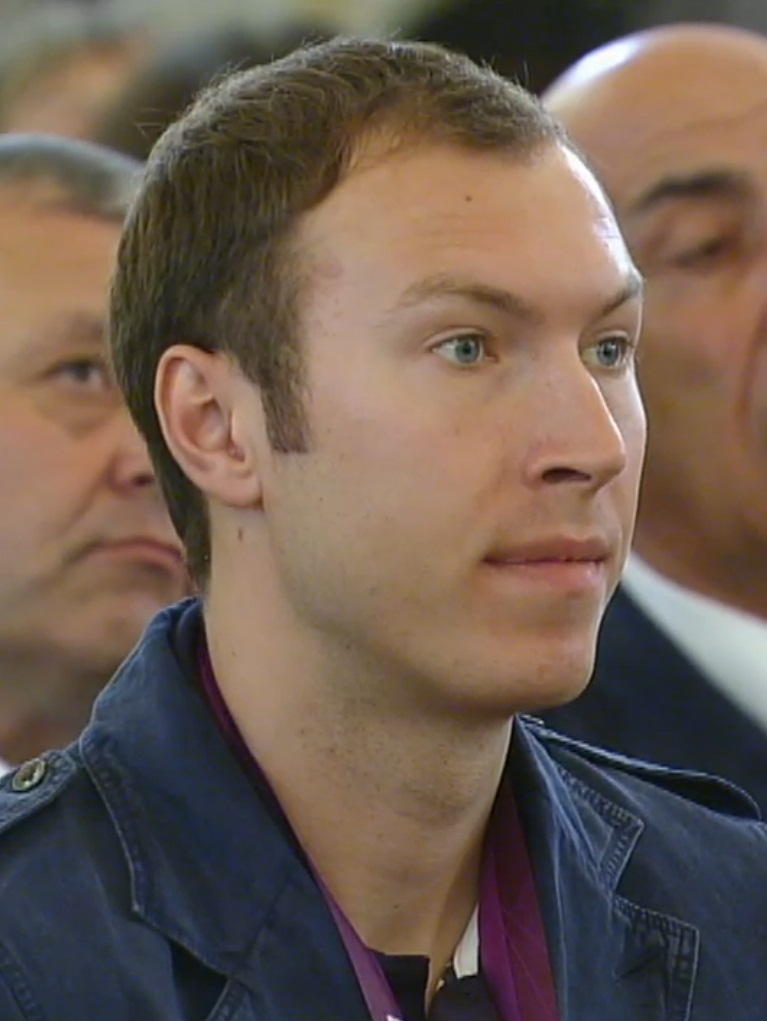
Taras Chtei 2012

Chtei kam an der Sportschule seiner Heimatstadt zum Volleyball. 1998 ging er zu MGTU Moskau. Mit den russischen Junioren wurde er 1999 Welt- und Europameister. In den nächsten beiden Jahren folgten der EM-Titel und die Vizeweltmeisterschaft der Jugend. 2001 gewann er mit dem MGTU-Team die russische Meisterschaft. Ein Jahr später wollte der Universalspieler nach dem Vizetitel in der Liga innerhalb der Hauptstadt zu VK Dynamo Moskau wechseln, was der Verband jedoch mit dem Hinweis auf einen ungültigen Vertrag untersagte. Am 29. Juni 2002 gab Chtei beim Weltliga-Spiel gegen Kuba sein Debüt in der A-Nationalmannschaft, die den Wettbewerb schließlich gewann. Bei der Weltmeisterschaft in Argentinien erreichten die Russen das Finale. 2003 funktionierte Chteis Wechsel zu Dynamo. In diesem Jahr stand er im russischen Pokalfinale. Er verpasste allerdings im Sommer 2003 wegen seines Wehrdienstes die internationalen Turniere. 2004 wurde er in beiden nationalen Wettbewerben Zweiter. In Athen erlebte Chtei 2004 sein erstes olympisches Turnier und gewann mit Russland die Bronzemedaille. 2005 siegte die Nationalmannschaft in der Europaliga und unterlag im Finale der Europameisterschaft knapp gegen Gastgeber Italien. Anschließend wechselte Chtei für eine Saison zu Neftjanik Jaroslawl, ehe er 2006 von VK Iskra Odinzowo verpflichtet wurde. 2008 kam er zu seinem heutigen Verein VK Lokomotiv-Belogorje, mit dem er in der folgenden Saison den CEV-Pokal gewann. 2011 gelang ihm mit Russland, das 2010 noch das Finale verloren hatte, der Sieg in der Weltliga. Außerdem war die Nationalmannschaft beim World Cup erfolgreich. 2012 gewann Chtei bei den Olympischen Spielen in London die Goldmedaille.